# Camille Boudaud
Pas d'image ? Cliquez ici

a Compétitions nationales et continentales officielles uniquement.

b Matchs officiels uniquement.
Camille Boudaud, née le 24 septembre 1994 à La Rochelle (Charente-Maritime), est une joueuse internationale française de rugby à XV. Elle évolue au poste de centre. 

## Biographie
Camille Boudaud est née le 24 septembre 1994 à La Rochelle,.
Elle commence le rugby à XV au club des Poc'ettes du Stade rochelais à treize ans. Elle intègre le Pôle espoirs de rugby féminin à Rennes en 2010 puis le Stade rennais rugby, club du Top 8 l'année suivante. 
En mars 2016, elle est sélectionnée en équipe de France pour participer au Tournoi des Six Nations et affronter l'Écosse, puis l'Angleterre,,.
Elle rejoint le Stade toulousain au début de la saison 2016-2017,.
Boudaud exerce le métier d'ergothérapeute en parallèle de sa carrière rugbystique. Alors que la pandémie de Covid-19 survient en France et que la saison sportive est interrompue, elle s'investit auprès de la clinique du sport de Toulouse.

## Palmarès

### En club
- Finaliste du Championnat de France en 2018 et 2019 avec le Stade toulousain.
- Vainqueur du Championnat de France en 2022 avec le Stade toulousain.

### En équipe nationale
- Vainqueur du Tournoi des Six Nations en 2016 et 2018 (Grand Chelem) avec l'équipe de France.